# Giuseppe Maria Sensi
 Giuseppe Maria Kardinal Sensi  (* 27. Mai 1907 in Cosenza, Italien; † 26. Juli 2001 in Rom) war ein italienischer Geistlicher, römisch-katholischer Erzbischof und Diplomat des Heiligen Stuhls.

## Leben
Giuseppe Maria Sensi studierte in Cosenza und an verschiedenen Hochschulen Roms die Fächer Katholische Theologie und Philosophie. Er promovierte zum Doktor der Theologie und zum Doktor des Kanonischen Rechts. Das Sakrament der Priesterweihe empfing er am 21. Dezember 1929. Nach weiterführenden Studien arbeitete er ab 1932 für die Ratskongregation der Kurie. Anschließend trat er in den diplomatischen Dienst des Vatikans ein und war von 1934 bis 1938 Sekretär der Apostolischen Nuntiatur in Rumänien. Von 1938 bis 1946 versah er die gleiche Aufgabe bei der Apostolischen Nuntiatur in der Schweiz. In den Jahren 1946 bis 1949 arbeitete er als Berater für die Apostolischen Nuntiaturen in Belgien und der Tschechoslowakei. Von 1949 bis 1953 arbeitete er im Staatssekretariat des Heiligen Stuhls in der Abteilung für die Belange internationaler katholischer Organisationen. Von 1953 bis 1955 war Giuseppe Maria Sensi Ständiger Beobachter des Heiligen Stuhls bei der UNESCO.
Am 21. Mai 1955 ernannte ihn Papst Pius XII. zum Titularerzbischof von Sardes und Apostolischen Nuntius in Costa Rica. Die Bischofsweihe empfing Giuseppe Maria Sensi am 24. Juli desselben Jahres durch den Präfekten der Religiosenkongregation, Valerio Kardinal Valeri. Mitkonsekratoren waren Kurienerzbischof Carlo Confalonieri und der Apostolische Nuntius auf den Philippinen, Erzbischof Egidio Vagnozzi.
Von 1957 bis 1962 wirkte er als Apostolischer Delegat in Jerusalem und Palästina, 1962 wurde er Apostolischer Nuntius in Irland. In den Jahren 1962 bis 1965 nahm er am Zweiten Vatikanischen Konzil teil, 1967 wurde er Apostolischer Nuntius in Portugal. Diesen Posten hatte er bis Mai 1976 inne. Papst Paul VI. nahm Giuseppe Maria Sensi am 24. Mai 1976 als Kardinaldiakon mit der Titeldiakonie Santi Biagio e Carlo ai Catinari in das Kardinalskollegium auf. Kardinal Sensi nahm im August und Oktober 1978 am Konklave teil. Am 22. Juni 1987 wurde er zum Kardinalpriester von Santa Maria Regina Apostolorum erhoben.
Giuseppe Maria Kardinal Sensi starb am 26. Juli 2001 in Rom und wurde in der Kapelle seiner Familie auf dem Friedhof „Colle Mussano“ in Cosenza bestattet.